# Mistrovství České republiky v atletice 2020
51. mistrovství České republiky v atletice 2020 se konalo ve dnech 8.–9. srpna 2020 na Městském stadionu AK Škoda v Plzni.

## Medailisté

### Muži
| Soutěž                                 | Zlato                                   | Stříbro                                       | Bronz                                 |
| 100 m                                  | Jan Veleba 10.28                        | Dominik Záleský 10.35                         | David Kolář 10.48                     |
| 200 m                                  | Jiří Polák 20.63                        | Jan Veleba 21.02                              | Dominik Záleský 21.08                 |
| 400 m                                  | Matěj Krsek 46.25                       | Michal Desenský 46.61                         | Jakub Veselý 46.82                    |
| 800 m                                  | Lukáš Hodboď 1:47.98                    | Tomáš Vystrk 1:48.34                          | Filip Šnejdr 1:48.59                  |
| 1500 m                                 | Filip Sasínek 3:36.72                   | Jan Friš 3:39.05                              | Viktor Šinágl 3:40.68                 |
| 5000 m                                 | Viktor Šinágl 14:31.37                  | Dominik Sádlo 14:45.47                        | Vladimír Marčík 14:49.83              |
| 10000 m Slavkov u Brna 27. 6. 2020     | Vít Pavlišta 30:14.01                   | Martin Zajíc 30:46.73                         | Vladimír Marčík 30:59.55              |
| Maratonský běh                         | zrušeno                                 | zrušeno                                       | zrušeno                               |
| 110 m př.                              | Jan Kisiala 14.33                       | Jiří Sýkora 14.33                             | David Ryba 14.40                      |
| 400 m př.                              | Vít Müller 49.93                        | Michal Brož 50.69                             | Martin Tuček 51.01                    |
| 3000 m př.                             | Damián Vích 08:48.47                    | David Foller 08:52.07                         | Jáchym Kovář 08:55.28                 |
| 4 × 100 m                              | Kolář D. Král J. Trafina J.             | Grabmüller A. Tlustý M. Svoboda V. Valášek J. | Pechar J. Hampl Š. Jíra S. Kisiala J. |
| 4 × 400 m                              | Juránek M. Vystrk T. Plaček T. Tuček M. | Růžička M. Sadirov V. Drahota J. Šnejdr F.    | Krsek M. Hřích J. Ullman J. Lehar D.  |
| Skok do výšky                          | Marek Bahník 2.14                       | Jan Štefela 2.10                              | Ondřej Vodák a Matěj Klukan 2.06      |
| Skok o tyči                            | Jan Kudlička 5.51                       | Dan Bárta 5.41                                | Matěj Ščerba 5.41                     |
| Skok daleký                            | Radek Juška 8.10                        | Jakub Bystroň 7.74                            | Adam Pekárek 7.55                     |
| Trojskok                               | Jiří Vondráček 16.34                    | Zdeněk Kubát 16.24                            | Ondřej Vodák 15.93                    |
| Vrh koulí                              | Martin Novák 18.27                      | Ladislav Prášil 17.19                         | Marek Bárta 17.17                     |
| Hod diskem                             | Marek Bárta 61.01                       | Tomáš Voňavka 58.30                           | Jakub Forejt 54.28                    |
| Hod kladivem                           | Patrik Hájek 71.19                      | Miroslav Pavlíček 66.53                       | Petr Koucký 64.57                     |
| Hod oštěpem                            | Petr Frydrych 79.38                     | Jaroslav Jílek 77.98                          | Vítězslav Veselý 76.24                |
| Desetiboj Praha – Eden 24.–26. 7. 2020 | Radoš Rykll 7130 bodů                   | Vilém Stráský 6871 bodů                       | Petr Urbánek 6711 bodů                |
| 20 km chůze Poděbrady 10. 10. 2020     | Lukáš Gdula 1:27:07                     | Vít Hlaváč 1:28:21                            | Martin Nedvídek 1:33:33               |
| 50 km chůze                            | zrušeno                                 | zrušeno                                       | zrušeno                               |

### Ženy
| Soutěž                                | Zlato                                                    | Stříbro                                             | Bronz                                                |
| 100 m                                 | Marcela Pírková 11.61                                    | Eva Kubíčková 11.62                                 | Jana Slaninová 11.72                                 |
| 200 m                                 | Martina Hofmanová 23.43                                  | Nikola Bendová 23.50                                | Marcela Pírková 23.71                                |
| 400 m                                 | Barbora Malíková 51.65                                   | Lada Vondrová 51.90                                 | Martina Hofmanová 53.29                              |
| 800 m                                 | Vendula Hluchá 2:09.75                                   | Diana Mezuliáníková 2:10.09                         | Adéla Sádlová 2:10.59                                |
| 1500 m                                | Simona Vrzalová 4:17.41                                  | Moira Stewartová 4:25.06                            | Pavla Štoudková 4:25.82                              |
| 5000 m                                | Simona Vrzalová 16:08.63                                 | Moira Stewartová 16:27.15                           | Lucie Maršánová 17:07.69                             |
| 10000 m Slavkov u Brna 27. 6. 2020    | Moira Stewartová 34:20.75                                | Marcela Joglová 34:22.05                            | Julia-Anna Lily Bell 36:36.25                        |
| Maratonský běh                        | zrušeno                                                  | zrušeno                                             | zrušeno                                              |
| 100 m př.                             | Kateřina Cachová 13.23                                   | Lucie Čuda Koudelová 13.32                          | Markéta Štolová 13.52                                |
| 400 m př.                             | Zuzana Hejnová 55.70                                     | Nikoleta Jíchová 57.76                              | Kristýna Korelová 58.72                              |
| 3000 m př.                            | Tereza Novotná 10:12.94                                  | Tereza Hrochová 10:14.09                            | Bára Stýblová 10:44.76                               |
| 4 × 100 m                             | Kobiánová K. Pírková M. Hofmanová M. Domská L.           | Kučerová M. Dvořáková K. Holubářová V. Dvořáková B. | Adlerová K. Hettlerová L. Majerová D. Suchá L.       |
| 4 × 400 m                             | Hettlerová L. Suráková A. Meczlová V. Tereza Petržilková | Cymbálová Z. Matějková J. Veverková M. Šimková A.   | Pertlíková L. Petrásková V. Chrpová K. Holubářová V. |
| Skok do výšky                         | Bára Sajdoková 1.90                                      | Michaela Hrubá 1.86                                 | Alena Panovská 1.77                                  |
| Skok o tyči                           | Amálie Švábíková a Romana Maláčová 4.46                  |                                                     | Zuzana Pražáková a Tereza Schejbalová 4.06           |
| Skok daleký                           | Linda Suchá 6.45                                         | Jana Novotná 6.37                                   | Michaela Kučerová 6.30                               |
| Trojskok                              | Linda Suchá 13.35                                        | Emma Maštalířová 13.26                              | Petra Harasimová 12.70                               |
| Vrh koulí                             | Markéta Červenková 18.08                                 | Katrin Brzyszkowská 14.77                           | Lenka Valešová 14.28                                 |
| Hod diskem                            | Eliška Staňková 56.34                                    | Lenka Matoušková 48.36                              | Barbora Tichá 48.31                                  |
| Hod kladivem                          | Lenka Valešová 65.50                                     | Tereza Králová 62.91                                | Adéla Korečková 61.70                                |
| Hod oštěpem                           | Nikola Ogrodníková 61.41                                 | Barbora Špotáková 59.94                             | Martina Píšová 56.96                                 |
| Sedmiboj Praha – Eden 24.–26. 7. 2020 | Jana Novotná 5878 bodů                                   | Kateřina Dvořáková 5637 bodů                        | Barbora Zatloukalová 5527 bodů                       |
| 20 km chůze Poděbrady 10. 10. 2020    | Tereza Ďurdiaková 1:33:54                                | Anežka Drahotová 1:33:59                            | Eliška Martínková 1:42:39                            |